# Przybychowo
Przybychowo (prononciation : [pʂɨbɨˈxɔvɔ]) est un village polonais de la gmina de Połajewo dans le powiat de Czarnków-Trzcianka de la voïvodie de Grande-Pologne dans le centre-ouest de la Pologne.
Il se situe à environ 7 kilomètres au nord-ouest de Połajewo (siège de la gmina), 11 kilomètres au sud-est de Czarnków (siège du powiat), et à 53 kilomètres au ouest de Poznań (capitale de la Grande-Pologne).

## Histoire
De 1975 à 1998, le village faisait partie du territoire de la voïvodie de Piła.

Depuis 1999, Przybychowo est situé dans la voïvodie de Grande-Pologne.